# Denominació d'Origen Costers del Segre
La Denominació d'Origen Costers del Segre és una denominació d'origen catalana que garanteix la qualitat de gran part dels vins produïts a les comarques del Pallars Jussà, Pallars Sobirà, el Segrià, l'Urgell, les Garrigues, la Noguera i la Segarra, organitzada en set subzones. El Consell Regulador es va fundar el 1986 i es va ratificar l'any 1988 amb l'objectiu d'agrupar i dotar d'entitat pròpia la vitivinicultura de les Terres de Ponent. Té la seu al Complex de la Caparrella de la Partida Caparrella de Lleida, el Segrià.
Aplega gairebé una quarantena de cellers

## Geografia
L'àrea de la denominació és diversa amb característiques geològiques i climàtiques canviants. El nexe d'unió és la conca mitjana del riu Segre, entre el Pirineu i l'Ebre, i el clima interior i sec, allunyat de la influència marítima i marcat per una insolació elevada, una pluviositat escassa i persistent humitat de les boires d'hivern.
Les vinyes són entre els 200 i 400 m. d'altitud. El sòl és calcari recobert de sorra, amb una gran uniformitat a tota la denominació.
Les diferents subzones són:
- Subzona Artesa de Segre: Agramunt, Algerri, Alòs de Balaguer, Artesa de Segre, Balaguer, Castelló de Farfanya, Foradada, Menàrguens, Penelles i Preixens.
- Subzona Les Garrigues: l'Albi, Arbeca, Bellaguarda, Cervià de les Garrigues, l'Espluga Calba, Fulleda, la Floresta, els Omellons, la Pobla de Cérvoles, Tarrés, Vinaixa i el Vilosell.
- Subzona Pallars: Pallars Jussà: Castell de Mur, Isona i Conca Dellà, Llimiana, Gavet de la Conca, Talarn, Tremp, la Pobla de Segur i Salàs de Pallars. Pallars Sobirà: Sort.
- Subzona Raimat, del municipi de Lleida.
- Subzona Segrià: Alfarràs, Almenar, Gimenells i el Pla de la Font.
- Subzona Urgell
- Subzona Valls del riu Corb: Belianes, Ciutadilla, Granyanella, Granyena de Segarra, Guimerà, Maldà, Montoliu de Segarra, Montornès de Segarra, Nalec, els Omells de na Gaia, Preixana, Tàrrega, Vallbona de les Monges, Vallfogona de Riucorb, Verdú.

Les subzones d'Artesa i del Pallars són les més septentrionals, amb les vinyes de major altitud i influència pirenaica. Raimat, a l'extrem oriental, té un relleu suau i clima continental. La subzona del Segrià, al pla de Lleida, és característica de terres de secà. Les Garrigues i les Valls del Riucorb són terres àrides.

## Història
El caràcter interior, allunyat del mar, ha fet que durant segles l'àrea estigués allunyada de les vies de comercialització, el que va donar uns vins amb trets propis i característics.
La colonització agrícola de Raïmat, el Segrià, a principi del segle xx va comportar una renovació important i va aportar innovacions en les varietats de raïm i en els mètodes de producció. Va ser el primer lloc de Catalunya on es van introduir les varietats de cabernet sauvignon, merlot i chardonnay, al costat de les varietats autòctones. S'hi van adoptar les tècniques californianes de vinificació. Els altres cellers han seguit l'empenta de succés de la finca de Raimat en la producció de vins de qualitat. Van constituir una Denominació d'Origen el 1986.

## Vinificació
Els vins predominants són els negres elaborats amb cabernet sauvignon, pinot noir, merlot i ull de llebre. Són potents, equilibrats i estructurats.
Els vins rosats, de les mateixos varietats que els negres, són frescos i fruitosos.
La producció de raïm blanc es destina sobretot a l'elaboració de cava. Els vins blancs poden ser els tradicionals de macabeu, xarel·lo i parellada, o més innovadors de chardonnay, sauvignon blanc o riesling.